# Саенко, Михаил Иванович
Михаил Иванович Саенко (21 ноября 1975) — российский футбольный тренер.

## Биография
Сын известного тренера Ивана Саенко. Окончил Воронежский институт физкультуры. Тренерскую карьеру начинал в женском футбольном клубе «Энергия» (Воронеж) помощником своего отца. В декабре 2004 года, после того, как «Энергия» по финансовым причинам понизилась в первый дивизион, назначен главным тренером клуба. Победитель первого дивизиона России 2005 года. Однако по окончании сезона уступил тренерский пост Надежде Босиковой, оставшись работать в структуре клуба. В 2008 году, после возвращения «Энергии» в высший дивизион, был включён в заявку как тренер, но в некоторых матчах исполнял обязанности главного тренера. Продолжал работать в тренерском штабе «Энергии» до её расформирования.
Также работал детским тренером, в том числе с командами мальчиков.
По состоянию на конец 2010-х годов возглавлял частную футбольную академию.

## Личная жизнь
Отец — многолетний тренер женской «Энергии» Иван Саенко (род. 1947). Брат Иван (род. 1983) — футболист сборной России. Брат Эдуард работал в женских и мужских футбольных клубах Воронежа на административных должностях.
Супруга Марина (род. 1975), в девичестве Дикарёва — футболистка сборной России.